# Phanoperla simplex
Phanoperla simplex är en bäcksländeart som beskrevs av Peter Zwick 1982. Phanoperla simplex ingår i släktet Phanoperla och familjen jättebäcksländor. Inga underarter finns listade i Catalogue of Life.